# Nanhaipotamon
Nanhaipotamon là một chi cua nước ngọt trong phân họ Potamiscinae của họ Cua núi được tìm thấy ở miền Nam Trung Quốc và Đài Loan. Vào năm 2018 có cả thảy 18 loài cua này đã được mô tả Tên của Chi cua này có nghĩa là Hải Nam tức là biển phía Nam (tiếng Trung: 南海; bính âm: Nánhǎi;), 

## Các loài
- Nanhaipotamon aculatum Dai, 1997[3]
- Nanhaipotamon dongyinense Shih, Chen & Wang, 2005
- Nanhaipotamon formosanum (Parisi, 1916)[3]
- Nanhaipotamon fujianense Lin, Cheng & Chen, 2013[4]
- Nanhaipotamon guangdongense Dai, 1997[3][5][6]
- Nanhaipotamon hepingense Dai, 1997[3]
- Nanhaipotamon hongkongense (Shen, 1940)[7]
- Nanhaipotamon huaanense Dai, 1997[3]
- Nanhaipotamon macau Huang, Wong & Ahyong, 2018[6]
- Nanhaipotamon nanriense Dai, 1997[3]
- Nanhaipotamon pinghense Dai, 1997[3]
- Nanhaipotamon pingtanense Lin, Cheng & Chen, 2012[8]
- Nanhaipotamon pingyuanense Dai, 1997[3]
- Nanhaipotamon wenzhouense Dai, 1997[3]
- Nanhaipotamon wupingense Cheng,Yang, Zhong & Li, 2003[6]
- Nanhaipotamon xiapuense Cheng, Li & Zhang, 2009[9]
- Nanhaipotamon yongchuense Dai, 1997[3]
- Nanhaipotamon zhuhaiense Huang, Huang & Ng, 2012[5]

## Hình ảnh

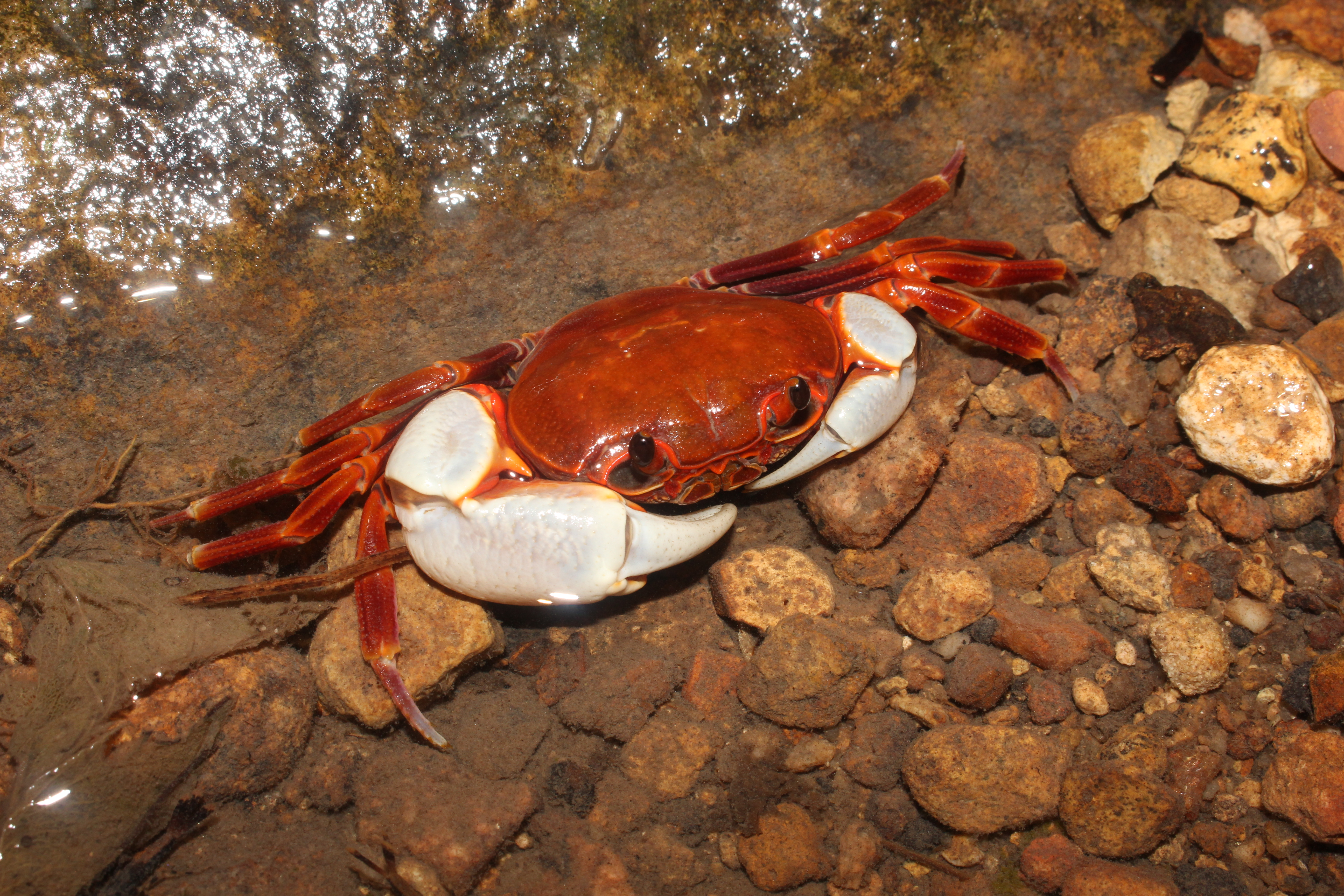
Nanhaipotamon hongkongense
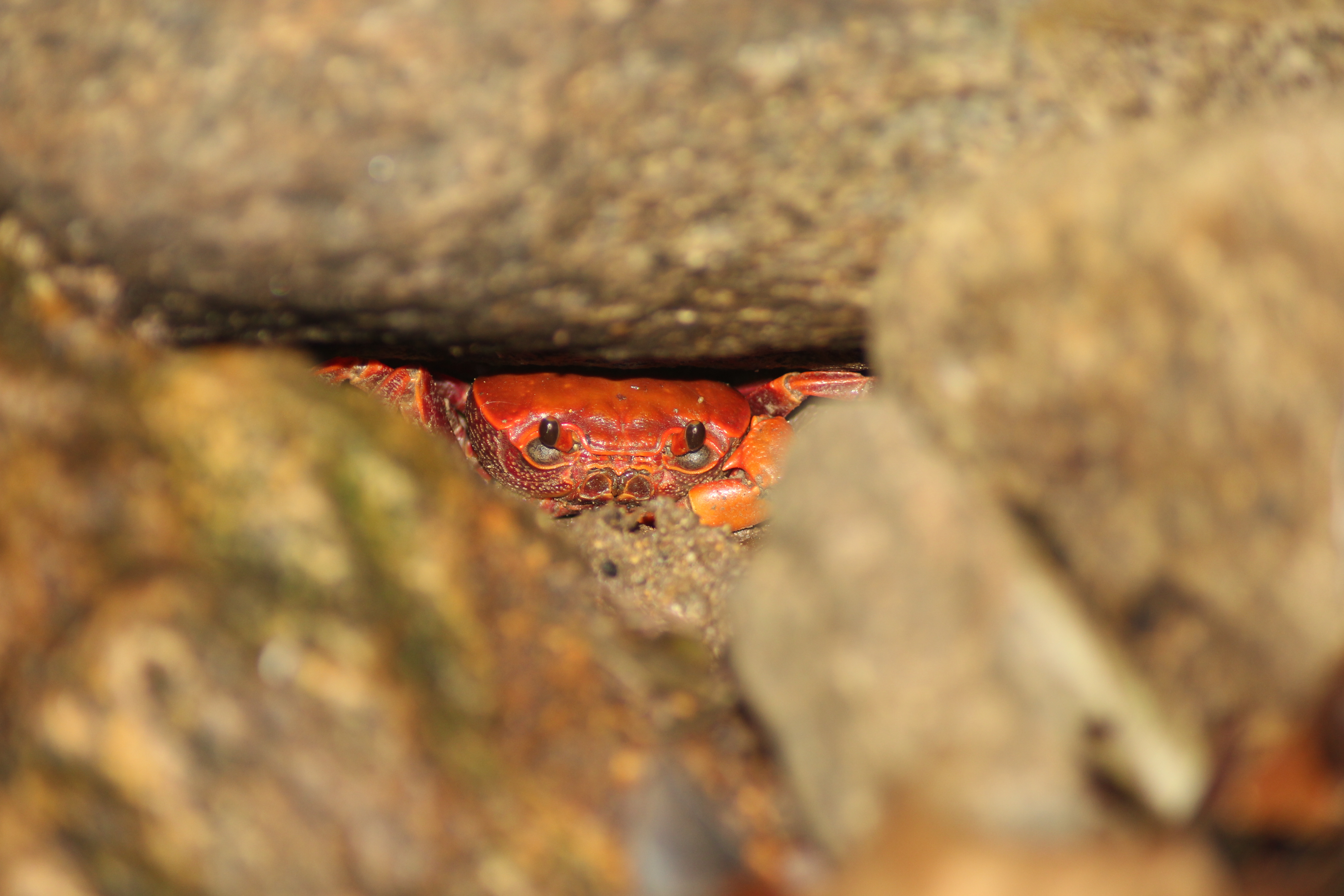
Nanhaipotamon hongkongense
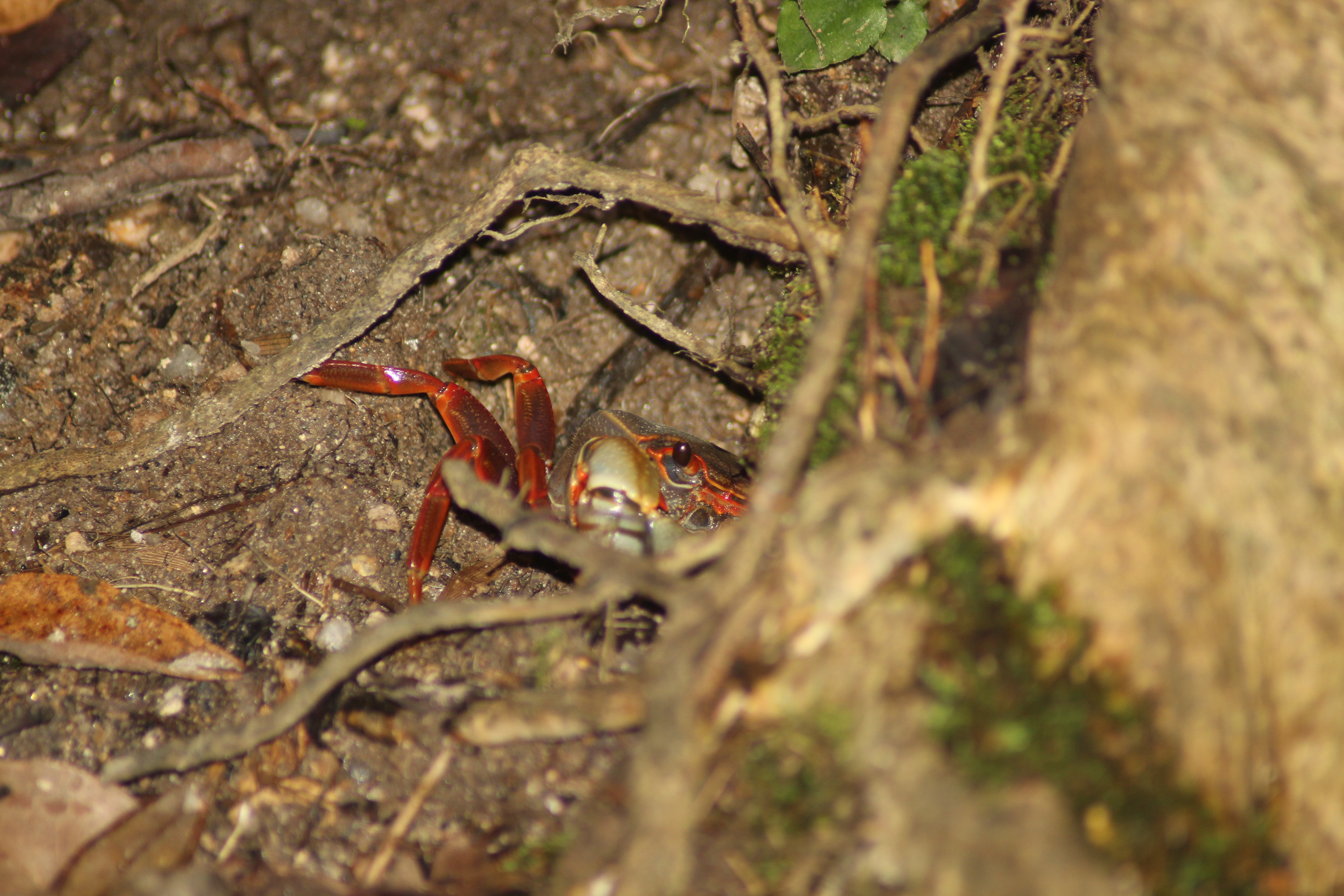
Nanhaipotamon aculatum
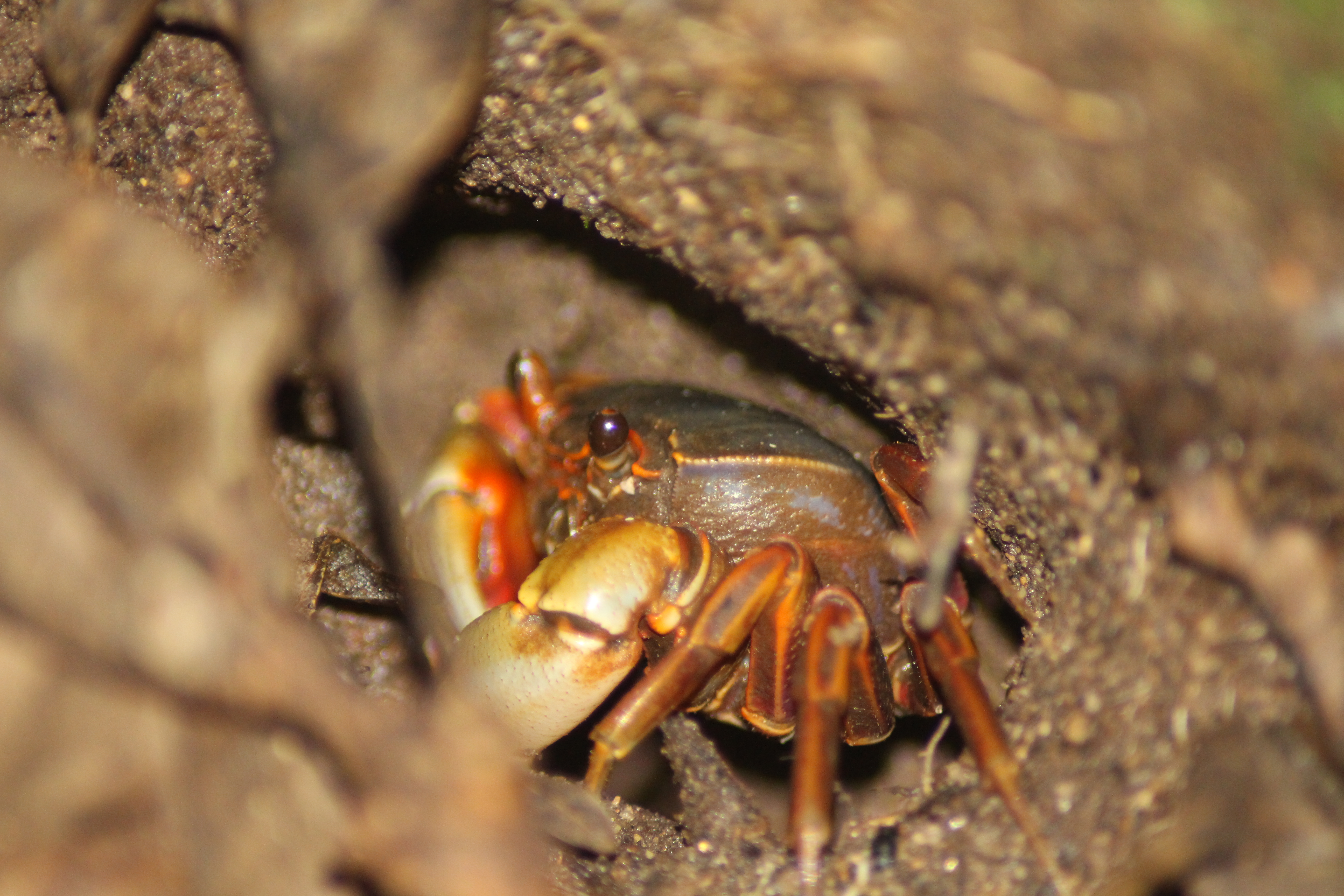
Nanhaipotamon aculatum
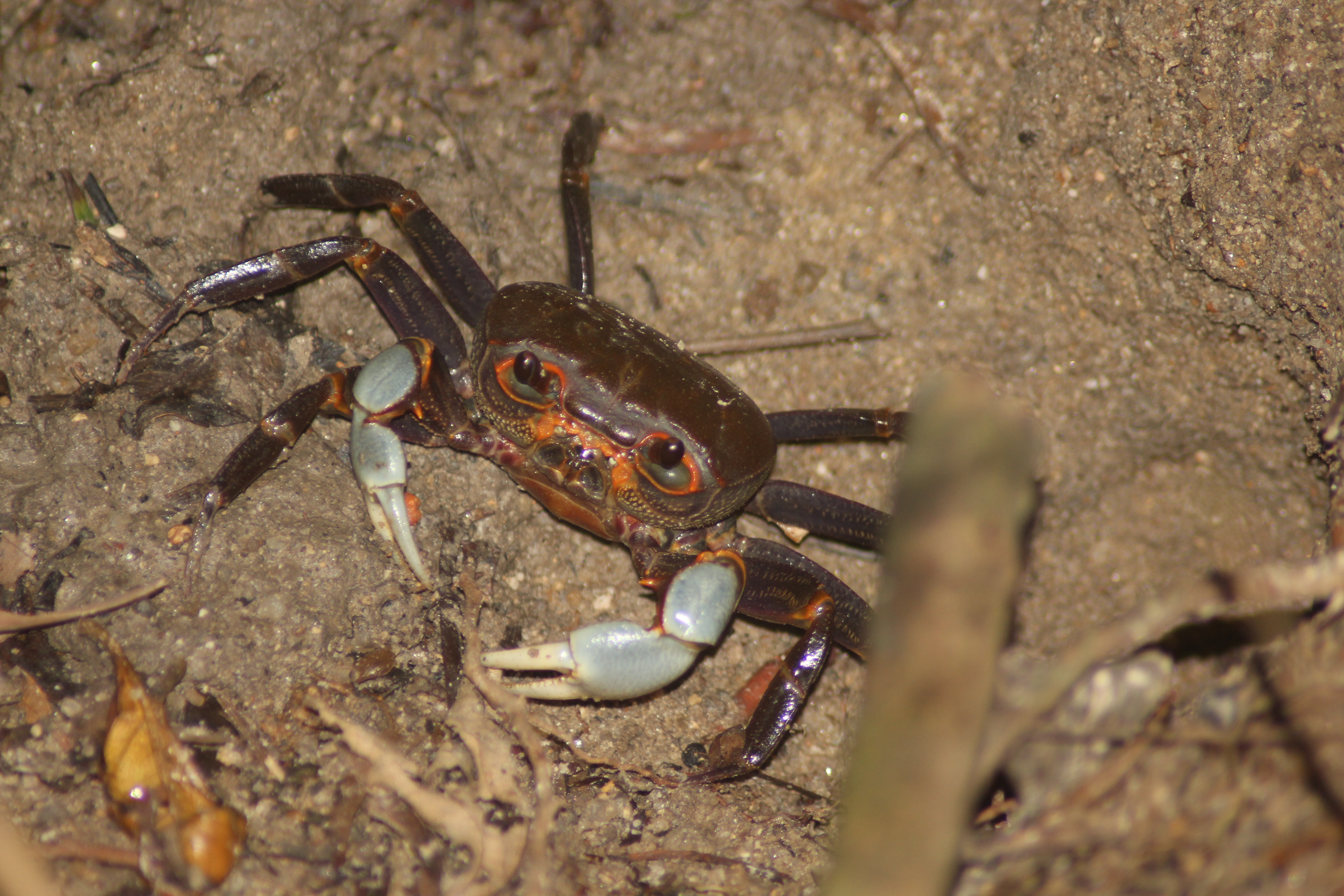
Nanhaipotamon guangdongense